# Plamen Kolev
Plamen Kolev (tiếng Bulgaria: Пламен Колев; sinh 9 tháng 2 năm 1988 ở Stara Zagora) là một cầu thủ bóng đá Bulgaria thi đấu ở vị trí thủ môn cho Vereya Stara Zagora.

## Sự nghiệp
Plamen Kolev ra mắt đội một cho Beroe trong chiến thắng 6–0 trước Chernomorets Burgas Sofia ngày 19 tháng 5 năm 2007, vào sân với tư cách dự bị cho Daniel Bekono. Trong 3 năm ở Beroe anh thi đấu 16 trận.
Sau đó anh trải qua 6 tháng làm thủ môn thứ hai tại Minyor Pernik, behind Ivaylo Ivanov, và không thể ra sân cho đội bóng một lần nào.
Kolev gia nhập Cherno More Varna ngày 27 tháng 12 năm 2011.

## Thống kê
Các thống kê chính xác tính đến 16 tháng 12 năm 2012.
| Câu lạc bộ           | Mùa giải | Giải vô địch | Giải vô địch | Cúp     | Cúp       | Châu lục | Châu lục  | Khác    | Khác      | Tổng    | Tổng      |
| Câu lạc bộ           | Mùa giải | Số trận      | Bàn thắng    | Số trận | Bàn thắng | Số trận  | Bàn thắng | Số trận | Bàn thắng | Số trận | Bàn thắng |
| -------------------- | -------- | ------------ | ------------ | ------- | --------- | -------- | --------- | ------- | --------- | ------- | --------- |
| Beroe Stara Zagora   | 2005–06  | 0            | 0            | 0       | 0         | —        | —         | —       | —         | 0       | 0         |
| Beroe Stara Zagora   | 2006–07  | 1            | 0            | 0       | 0         | —        | —         | —       | —         | 1       | 0         |
| Beroe Stara Zagora   | 2007–08  | 15           | 0            | 0       | 0         | —        | —         | —       | —         | 15      | 0         |
| Beroe Stara Zagora   | Tổng     | 16           | 0            | 0       | 0         | 0        | 0         | 0       | 0         | 16      | 0         |
| Minyor Pernik        | 2008–09  | 0            | 0            | 0       | 0         | —        | —         | —       | —         | 0       | 0         |
| Minyor Pernik        | Tổng     | 0            | 0            | 0       | 0         | 0        | 0         | 0       | 0         | 0       | 0         |
| Chernomorets Burgas  | 2008–09  | 0            | 0            | 0       | 0         | —        | —         | —       | —         | 0       | 0         |
| Chernomorets Burgas  | 2009–10  | 0            | 0            | 0       | 0         | —        | —         | —       | —         | 0       | 0         |
| Chernomorets Burgas  | Tổng     | 0            | 0            | 0       | 0         | 0        | 0         | 0       | 0         | 0       | 0         |
| Chernomorets Pomorie | 2009–10  | 2            | 0            | 0       | 0         | —        | —         | —       | —         | 2       | 0         |
| Chernomorets Pomorie | 2010–11  | 0            | 0            | 3       | 0         | —        | —         | —       | —         | 3       | 0         |
| Chernomorets Pomorie | Tổng     | 2            | 0            | 3       | 0         | 0        | 0         | 0       | 0         | 5       | 0         |
| Vidima-Rakovski      | 2010–11  | 10           | 0            | 0       | 0         | —        | —         | —       | —         | 10      | 0         |
| Vidima-Rakovski      | 2011–12  | 5            | 0            | 0       | 0         | —        | —         | —       | —         | 5       | 0         |
| Vidima-Rakovski      | Tổng     | 15           | 0            | 0       | 0         | 0        | 0         | 0       | 0         | 15      | 0         |
| Cherno More          | 2011–12  | 4            | 0            | 0       | 0         | —        | —         | —       | —         | 4       | 0         |
| Cherno More          | 2012–13  | 1            | 0            | 4       | 0         | —        | —         | —       | —         | 5       | 0         |
| Cherno More          | Tổng     | 5            | 0            | 4       | 0         | 0        | 0         | 0       | 0         | 9       | 0         |